# 5220 Vika
5220 Vika là một tiểu hành tinh vành đai chính với chu kỳ quỹ đạo là 1247.9367446 ngày (3.42 năm).
Nó được phát hiện ngày 23 tháng 9 năm 1979.